# Seducción
Seducción é uma telenovela mexicana produzida por Francisco Burillo para a Televisa e exibida pelo El Canal de las Estrellas em 1986.
Foi protagonizada por Maribel Guardia e Manuel Capetillo Jr. e antagonizada por Sergio Ramos, Olivia Collins e Sergio Klainer.

## Sinopse
No belo porto de Acapulco se desenrola a história de duas famílias completamente diferentes. A primeira delas é formada pelo viúvo Santiago e suas filhas Marina e Lupita. É um pai possessivo que limita as filhas, negando-lhes a possibilidade de se realizarem na vida, pois tem ideias antiquadas e está convicto de que a mulher só deve viver com dedicação à família, ao lar e aos filhos. As duas meninas sofrem com o autoritarismo e incompreensão do pai, principalmente da mais nova, Lupita, a quem seu pai culpa pela morte de sua mãe, porque morreu quando ela nasceu.
Já a segunda família é composta por Alejandro e Virginia, que se encontram em processo de divórcio pela certeza de que o casamento não dá certo devido à incompatibilidade de personagens. Ambos são pais de Juan Carlos e Gabriela, jovens inteligentes e focados, que souberam assimilar a separação deles, embora estes estejam um tanto deslocados na vida e, portanto, não tenham sabido ser os melhores pais e maridos.
Julio é outro dos protagonistas da história. Ele é um jovem atormentado que desde a infância carrega um problema de família, por isso ele se tornou retraído e quieto. Seu único apoio é seu melhor amigo, Javier, que é sua antítese: extrovertido, mulherengo e playboy. Ele é o dono do hotel em Acapulco onde trabalham as filhas de Santiago. Julio e Javier vão a uma festa que Alejandro organiza em seu iate para celebrar o divórcio, junto com Isabel e Roxana, sendo a primeira o interesse amoroso de Julio e escondendo um passado escandaloso; e a segunda a última conquista de Javier. Por sua vez, Lupita e Marina são convidadas para a mesma festa por Juan Carlos. Julio e Marina se conhecem e se sentem imediatamente atraídos, porém devem lutar contra a oposição de Santiago e Isabel, que não quer deixar Julio partir.

## Elenco
- Maribel Guardia - Marina
- Manuel Capetillo Jr. - Julio
- Leonardo Daniel - Javier Fuentes
- Sergio Ramos - Santiago
- Roxana Saucedo - Guadalupe "Lupita"
- Sergio Klainer - Benjamín
- Irma Dorantes - Virginia
- Rubén Rojo - Alejandro
- Ofelia Cano - Gabriela "Gaby"
- Servando Manzetti - Juan Carlos
- Angélica Chain - Roxana
- Olivia Collins - Isabel
- Raquel Morell - Mónica
- Miguel Priego - Rubén
- Manolo García - Arturo
- Juan Eduardo - Rafael
- Martha Ortiz - Verónica
- Miguel Ángel Fuentes - Chaco
- Myrrah Saavedra - Adriana
- Constantino Costas - Saúl
- Miguel Suárez - Alberto
- Diana Ferretti - Alicia
- Patricia Rivera - Dra. Marcia Robles
- Darwin Solano - Torres
- Tere Suárez - Betty
- Jean Safont - Dr. Gordoa
- Oscar Servin - Armenta
- Hector Sampson - Instrutor de Kung Fu
- Gustavo Ganem - Raúl
- Eduardo Borja - Supervisor

## Prêmios e Indicações

### Prêmios TVyNovelas de 1987
| Categoria                 | Nominado     | Resultado |
| ------------------------- | ------------ | --------- |
| Melhor ator experimentado | Sergio Ramos | Nominado  |